# جورج أرميتاج (لاعب كرة قدم)
جورج أرميتاج (بالإنجليزية: George Armitage)‏ (17 يناير 1898 بلندن في المملكة المتحدة - 28 أغسطس 1936 في المملكة المتحدة) هو كاتب سيناريو ولاعب كرة قدم بريطاني (وحمل سابقاً جنسية المملكة المتحدة لبريطانيا العظمى وأيرلندا) في مركز الوسط. شارك مع منتخب إنجلترا لكرة القدم. أما مع النوادي، فقد لعب مع تشارلتون أثلتيك ونادي ويمبلدون ونادي ليتون ‏.

## وصلات خارجية
- جورج أرميتاج على موقع قاعدة بيانات كرة القدم.إي يو (الإنجليزية)
- جورج أرميتاج على موقع ناشيونال فوتبول تيمز (الإنجليزية)